# Służąca z piekła rodem
Służąca z piekła rodem (jap. 君は冥土様。 Kimi wa meido-sama) – manga autorstwa Shotan, publikowana w magazynie internetowym „Sunday Webry” wydawnictwa Shōgakukan od czerwca 2020. Na jej podstawie powstał serial anime wyprodukowany przez studio Felix Film, który emitowano od października do grudnia 2024.

## Fabuła
Pewnego dnia u progu drzwi licealisty Hitoyoshiego Yokoyi pojawia się pokojówka imieniem Yuki, która, jak się okazuje, szuka pracy. Niemniej jednak jako była zabójczyni posiada ona niewielkie doświadczenie w pracach domowych i zostaje odprawiona. Chwilę później dziewczyna ratuje jednak życie Yokoyi, w wyniku czego ten postanawia dać jej szansę.

## Bohaterowie
- Hitoyoshi Yokoya (jap. 横谷 人好 Yokoya Hitoyoshi)

Seiyū: Tsubasa Yonaga 
- Yuki (jap. 雪)

Seiyū: Reina Ueda 
- Agemochitarō (jap. あげもち太郎)

Seiyū: Eriko Matsui 
- Riko Yokoya (jap. 横谷 李恋 Yokoya Riko)

Seiyū: Hikaru Iida 
- Grace (jap. グレイス Gureisu)

Seiyū: Lynn 
- Naka Hikage (jap. 日陰 ナカ Hikage Naka)

Seiyū: Konomi Inagaki 

## Manga
Pierwszy rozdział mangi został opublikowany 28 czerwca 2020 w magazynie „Sunday Webry”. Następnie wydawnictwo Shōgakukan rozpoczęło zbieranie rozdziałów do wydań w formacie tankōbon, których pierwszy tom ukazał się 12 października tego samego roku. Według stanu na 12 marca 2025, do tej pory wydano 10 tomów.
Film promocyjny i reklama telewizyjna upamiętniające wydanie trzeciego tomu serii zostały opublikowane na kanale YouTube magazynu „Shūkan Shōnen Sunday” w lipcu 2021. Wystąpili w nich Tsubasa Yonaga i Reina Ueda jako odpowiednio Hitoyoshi Yokoya i Yuki.
W Polsce manga ukazuje się nakładem wydawnictwa Dango.
| Nr | Język japoński       | Język japoński         | Język polski         | Język polski           |
| Nr | Data wydania         | ISBN                   | Data wydania         | ISBN                   |
| -- | -------------------- | ---------------------- | -------------------- | ---------------------- |
| 1  | 12 października 2020 | ISBN 978-4-09-850306-3 | 8 maja 2022          | ISBN 978-83-66596-93-1 |
| 2  | 12 lutego 2021       | ISBN 978-4-09-850403-9 | 12 października 2022 | ISBN 978-83-67389-07-5 |
| 3  | 12 lipca 2021        | ISBN 978-4-09-850549-4 | 30 grudnia 2022      | ISBN 978-83-67389-20-4 |
| 4  | 10 grudnia 2021      | ISBN 978-4-09-850812-9 | 8 marca 2023         | ISBN 978-83-67389-25-9 |
| 5  | 12 maja 2022         | ISBN 978-4-09-851138-9 | 11 grudnia 2023      | ISBN 978-83-67389-81-5 |
| 6  | 10 listopada 2022    | ISBN 978-4-09-851353-6 | —                    |                        |
| 7  | 12 stycznia 2024     | ISBN 978-4-09-853082-3 | —                    |                        |
| 8  | 8 sierpnia 2024      | ISBN 978-4-09-853505-7 | —                    |                        |
| 9  | 3 października 2024  | ISBN 978-4-09-853623-8 | —                    |                        |
| 9  | 12 marca 2025        | ISBN 978-4-09-854002-0 | —                    |                        |

## Anime
24 grudnia 2023 zapowiedziano powstanie adaptacji w formie telewizyjnego serialu anime. Seria została wyprodukowana przez studio Felix Film i wyreżyserowana przez Ayumu Watanabe. Scenariusz napisała Deko Akao, postacie zaprojektował Tomoyasu Kurashima, a muzykę skomponował Masahiro Tokuda. Anime emitowano od 6 października do 22 grudnia 2024 w bloku NUMAnimation na antenach TV Asahi, BS Asahi i innych 24 stacjach stowarzyszonych. Prawa do streamingu serii nabył Crunchyroll.

### Lista odcinków
| №  | Tytuł                                                                                      | Premiera             |
| -- | ------------------------------------------------------------------------------------------ | -------------------- |
| 1  | My Fateful Encounter with You. Kimi to unmei no deai. (君と運命の出会い。)                 | 6 października 2024  |
| 2  | You Want to Know. Kimi wa shiritai. (君は知りたい。)                                       | 13 października 2024 |
| 3  | You are Ms. Yuki. Kimi wa yuki-san. (君は雪さん。)                                         | 20 października 2024 |
| 4  | You Won’t Miss Out. Kimi wa nogasanai. (君は逃さない。)                                    | 27 października 2024 |
| 5  | What You Want to Protect. Kimi no mamoritai mono. (君の護りたいもの。)                     | 3 listopada 2024     |
| 6  | You’re Lonelier Than I Thought. Kimi wa warito sabishigariya. (君は割と寂しがりや。)       | 10 listopada 2024    |
| 7  | You’ve Finally Figured It Out. Kimi wa tsui ni soko ni kizuita. (君は遂にそこに気付いた。) | 17 listopada 2024    |
| 8  | The Autumn With You and the Sauce. Kimi to sōsu no aki. (君と食欲ソースの秋。)             | 24 listopada 2024    |
| 9  | You and the Cultural Stage. Kimi to nunka no dan. (君と文化の段。)                         | 1 grudnia 2024       |
| 10 | You and the Forbidden Fruit. Kimi to kindan no kajitsu. (君と禁断の果実。)                 | 8 grudnia 2024       |
| 11 | Your Prayers are Gods’ Prayers. Kimi no inori wa kami no inori. (君の祈りは神の祈り。)     | 15 grudnia 2024      |
| 12 | The Joyous Tidings You All Bring. Kimi-tachi ni yoru fukuin. (君たちによる福音。)          | 22 grudnia 2024      |